# Egy másik nemzedék
Az Egy másik nemzedék a No Thanx zenekar első nagylemeze, amin tizenegy dal található amit a zenekar tagjai írtak. A lemez 2007. március 25-én jelent meg, az EMI Music gondozásában.

## Az album dalai
1. Egy másik nemzedék
2. A mi filmünk
3. Míg a dal véget nem ér
4. A fekete nap gyermekei
5. Csak, ami jár!
6. A szívem a mamádé
7. Égi angyal
8. Sohasem leszek más
9. Az életnek vendége
10. Minden nap új a kezdet
11. Szabadság